# Coppa Italia Semiprofessionisti 1976-1977

## Fase eliminatoria a gironi

### Squadre e gironi
- Girone 1:  Albese,  Alessandria,  Derthona
- Girone 2:  Biellese,  Pro Vercelli,  Omegna
- Girone 3:  Juniorcasale,  Sant'Angelo,  Vigevano
- Girone 4:  Pro Patria,  Legnano,  Pro Sesto
- Girone 5:  Massese,  Carrarese,  Savona
- Girone 6:  Pistoiese,  Monsummanese,  Quarrata
- Girone 7:  Livorno,  Pisa,  Spezia
- Girone 8:  Empoli,  Lucchese,  Siena
- Girone 9:  Bolzano,  Belluno,  Trento
- Girone 10:  Udinese,  Triestina,  Conegliano
- Girone 11:  Treviso,  Padova,  Dolo
- Girone 12:  Clodia Sottomarina,  Venezia,  Adriese
- Girone 13:  Lecco,  Seregno,  Romanese
- Girone 14:  Piacenza,  Cremonese,  Pergocrema
- Girone 15:  Parma,  Mantova,  Reggiana[1]
- Girone 16:  Riccione,  Forlì,  Ravenna
- Girone 17:  Sangiovannese,  Arezzo,  Montevarchi
- Girone 18:  Vigor Senigallia,  Anconitana,  Fano
- Girone 19:  Viterbese,  Rieti,  Civitavecchia
- Girone 20:  Olbia,  Grosseto,  Nuorese
- Girone 21:  Giulianova,  Civitanovese,  Teramo
- Girone 22:  Lanciano,  Chieti,  Pro Vasto
- Girone 23:  Campobasso,  Avezzano,  Casertana
- Girone 24:  Sorrento,  Grumese,  Turris
- Girone 25:  Paganese,  Nocerina,  Juve Stabia
- Girone 26:  Salernitana,  Potenza,  Benevento
- Girone 27:  Bari,  Barletta,  Fidelis Andria
- Girone 28:  Brindisi,  Matera,  Monopoli
- Girone 29:  Cosenza,  Reggina,  Crotone
- Girone 30:  Messina,  Nuova Igea,  Acireale
- Girone 31:  Modica,  Terranova Gela,  Siracusa[2]
- Girone 32:  Trapani,  Marsala,  Alcamo

### Risultati

#### Girone 7
|         | PIS | LIV | SPE |
| ------- | --- | --- | --- |
| Pisa    | ––– | 0-1 | 1-0 |
| Livorno | 2-1 | ––– | 0-0 |
| Spezia  | 0-1 | 1-0 | ––– |

| Pos. | Squadra | Pt | G | V | N | P | GF | GS | DR |
| ---- | ------- | -- | - | - | - | - | -- | -- | -- |
| 1.   | Livorno | 5  | 4 | 2 | 1 | 1 | 3  | 2  | +1 |
| 2.   | Pisa    | 4  | 4 | 2 | 0 | 2 | 3  | 3  | 0  |
| 3.   | Spezia  | 3  | 4 | 1 | 1 | 2 | 1  | 2  | -1 |

#### Girone 23
|            | AVE | CAM | CAS |
| ---------- | --- | --- | --- |
| Avezzano   | ––– | 1-0 | ?   |
| Campobasso | 1-0 | ––– | 1-0 |
| Casertana  | ?   | 1-3 | ––– |

| Pos. | Squadra    | Pt | G | V | N | P | GF | GS | DR |
| ---- | ---------- | -- | - | - | - | - | -- | -- | -- |
| 1.   | Campobasso | 6  | 4 | 3 | 0 | 1 | 5  | 2  | +3 |
| 2.   | Avezzano   | 5  | 4 | 2 | 1 | 1 | 5  | 3  | +2 |
| 3.   | Casertana  | 1  | 4 | 0 | 1 | 3 | 3  | 8  | -5 |

## Fase a eliminazione diretta

### Sedicesimi di finale
| Squadra 1          | Totale | Squadra 2     | Andata     | Ritorno     |
| ------------------ | ------ | ------------- | ---------- | ----------- |
|                    |        |               | 04.11.1976 | 08.12.1976  |
| Pro Sesto          | 2 - 1  | Pro Vercelli  | 2 - 0      | 0 - 1       |
| Vigevano           | 2 - 5  | Alessandria   | 1 - 2      | 1 - 3       |
| Lucchese           | 4 - 1  | Pistoiese     | 3 - 0      | 1 - 1       |
| Livorno            | 2 - 3  | Massese       | 1 - 2      | 1 - 1       |
| Clodia Sottomarina | 0 - 4  | Udinese       | 0 - 1      | 0 - 3       |
| Treviso            | 4 - 5  | Bolzano       | 3 - 3      | 1 - 2       |
| Forlì              | 2 - 5  | Parma         | 2 - 2      | 0 - 3       |
| Piacenza           | 1 - 3  | Lecco         | 1 - 0      | 0 - 3       |
| Olbia              | 1 - 3  | Viterbese     | 0 - 2      | 1 - 1       |
| Vigor Senigallia   | 1 - 5  | Sangiovannese | 0 - 1      | 1 - 4       |
| Sorrento           | 2 - 3  | Campobasso    | 2 - 2      | 0 - 1 (dts) |
| Lanciano           | 0 - 2  | Giulianova    | 0 - 1      | 0 - 1       |
| Brindisi           | 1 - 4  | Salernitana   | 0 - 1      | 1 - 3       |
| Bari               | 0 - 2  | Paganese      | 0 - 0      | 0 - 2       |
| Messina            | 3 - 1  | Cosenza       | 0 - 0      | 3 - 1       |
| Trapani            | 5 - 2  | Modica        | 4 - 0      | 1 - 2       |

### Ottavi di finale
| Squadra 1   | Totale | Squadra 2     | Andata     | Ritorno    |
| ----------- | ------ | ------------- | ---------- | ---------- |
|             |        |               | 23.02.1977 | 09.03.1977 |
| Pro Sesto   | 0 - 9  | Alessandria   | 0 - 2      | 0 - 7      |
| Lucchese    | 0 - 1  | Massese       | 0 - 1      | 0 - 0      |
| Bolzano     | 0 - 1  | Udinese       | 0 - 0      | 0 - 1      |
| Parma       | 1 - 2  | Lecco         | 1 - 0      | 0 - 2      |
| Viterbese   | 1 - 2  | Sangiovannese | 1 - 1      | 0 - 1      |
| Campobasso  | 3 - 1  | Giulianova    | 2 - 0      | 1 - 1      |
| Salernitana | 0 - 1  | Paganese      | 0 - 0      | 0 - 1      |
| Messina     | 3 - 4  | Trapani       | 3 - 1      | 0 - 3      |

### Quarti di finale
| Squadra 1     | Totale | Squadra 2  | Andata     | Ritorno     |
| ------------- | ------ | ---------- | ---------- | ----------- |
|               |        |            | 30.03.1977 | 13.04.1977  |
| Alessandria   | 1 - 0  | Massese    | 1 - 0      | 0 - 0       |
| Udinese       | 1 - 2  | Lecco      | 1 - 1      | 0 - 1       |
| Sangiovannese | 2 - 1  | Campobasso | 0 - 0      | 2 - 1 (dts) |
| Paganese      | 3 - 2  | Trapani    | 2 - 1      | 1 - 1       |

### Semifinali
| Squadra 1     | Totale | Squadra 2 | Andata     | Ritorno    |
| ------------- | ------ | --------- | ---------- | ---------- |
|               |        |           | 19.05.1977 | 02.06.1977 |
| Alessandria   | 0 - 1  | Lecco     | 0 - 1      | 0 - 0      |
| Sangiovannese | 1 - 0  | Paganese  | 1 - 0      | 0 - 0      |

### Finale
| 19 giugno 1977                                                        | Lecco     | 2 – 1          | Sangiovannese |  |
| \| \| \| \| \| Corti 25’ Marchi 66’ \| Marcatori \| 88’ Paolinelli \| |           |                |               |  |
|                                                                       |           |                |               |  |
| Corti 25’ Marchi 66’                                                  | Marcatori | 88’ Paolinelli |               |  |